# Sonic Hits Collection
Sonic Hits Collection is een compilatiespel van 17 Sonic spellen. Het werd op 3 juli 2013 uitgebracht en kon gekocht worden op Steam. Het spel is geschikt voor de Personal Computer.
Het spel bestaat uit de volgende titels:
1. Sonic & Sega All-Stars Racing
2. Sonic 3D Blast
3. Dr. Robotnik's Mean Bean Machine
4. Sonic the Hedgehog Spinball
5. Sonic the Hedgehog
6. Sonic the Hedgehog 2
7. Sonic 3 & Knuckles
8. Sonic Adventure DX
9. Sonic Generations
10. Sonic Generations - Casino Night DLC
11. Sonic the Hedgehog 4: Episode I
12. Sonic the Hedgehog CD
13. Sonic the Hedgehog 4: Episode II/Metal
14. Sonic Adventure 2
15. Sonic Adventure 2: Battle
16. Sonic & All-Stars Racing Transformed
17. Sonic & All-Stars Racing Transformed - Metal Sonic Pack & Outrun DLC